# Lycée Bonaparte (Doha)
 (juin 2018).

## Le Lycée Bonaparte de Doha
Le Lycée Bonaparte de Doha est une école internationale privée qui accueille plus de 2000 élèves de 48 nationalités différentes de la maternelle à la terminale,. Elle appartient au réseau de l’Agence du Français à l’étranger AEFE qui est le plus grand réseau d’école au monde. Elle délivre un enseignement conforme aux programmes de l’Éducation Nationale française.
Notre ambition est d’instruire nos élèves dans le cadre d’un enseignement rigoureux et exigeant, de les éduquer dans le respect des valeurs de Liberté d’Égalite et de Fraternité, de les accompagner dans la construction de leur esprit critique, de leur donner une éducation plurilingue et interculturelle, afin qu’ils puissent devenir des citoyens du monde prêt à faire face aux enjeux de demain.

### Le projet pédagogique
Depuis près de 50 ans le Lycée Bonaparte offre un enseignement de haut niveau. Notre projet pédagogique est centré sur la réussite et l’épanouissement de nos étudiants. Notre ambition est de proposer l’excellence pour tous qui garantit la réussite de chacun. Cette approche exigeante est au cœur de notre engagement. Nous cherchons aussi à développer la curiosité intellectuelle, l’esprit critique, la confiance en soi et la créativité de nos étudiants dans un environnement sûr, bienveillant et inclusif. Nous les préparons à poursuivre des études supérieures ambitieuses et à devenir des citoyens du monde, capables de comprendre les enjeux du monde de demain.

### Histoire
Au milieu des années 70, les français travaillant à Doha, sentant le besoin pour leurs enfants de commencer ou de poursuivre leur éducation dans un cadre francophone conjuguèrent leurs efforts en vue de créer un établissement scolaire qui dispense un enseignement en français aussi bien à leurs enfants qu’à ceux des francophones vivant dans le pays.
C’est le point de départ de l’histoire à la fois courte et déjà longue au regard de l’histoire du Qatar, de l’Ecole Française de Doha. Ouverte en 1976, l’École Française de Doha est mentionnée dans les accords franco-qatariens de coopération éducative dès 1977. En 1987, par décret du Ministère de l’Éducation Nationale Qatarien, son existence légale au Qatar est actée.
Initialement située dans une villa louée dans le quartier de Salata Al Jadida, à proximité du parc d’Al Muntazah, de l’autre côté du C Ring, devenue trop petite, l’école emménage en 1994 dans de nouveaux bâtiments construits sur un terrain situé à West Bay et loué par l’ambassade.
Cette date marque aussi le changement de l’appellation. L’ « École Française » devient le « Lycée Français Bonaparte ».

### Effectif
À partir de 1994, les effectifs ne cessent d’augmenter, passant de 500 élèves en 2005 à environ 1 000 en 2010, 1 450 en 2016 et plus de 2000 aujourd’hui. En 2017, pour faire face à la demande croissante d’inscriptions, un nouveau projet est lancé. Achevé en 2021, c’est aujourd’hui un campus moderne, spacieux, fonctionnel, aux infrastructures de haut-niveau, capable d’accueillir plus de 2 000 élèves.